# Російсько-саудівська нафтова війна

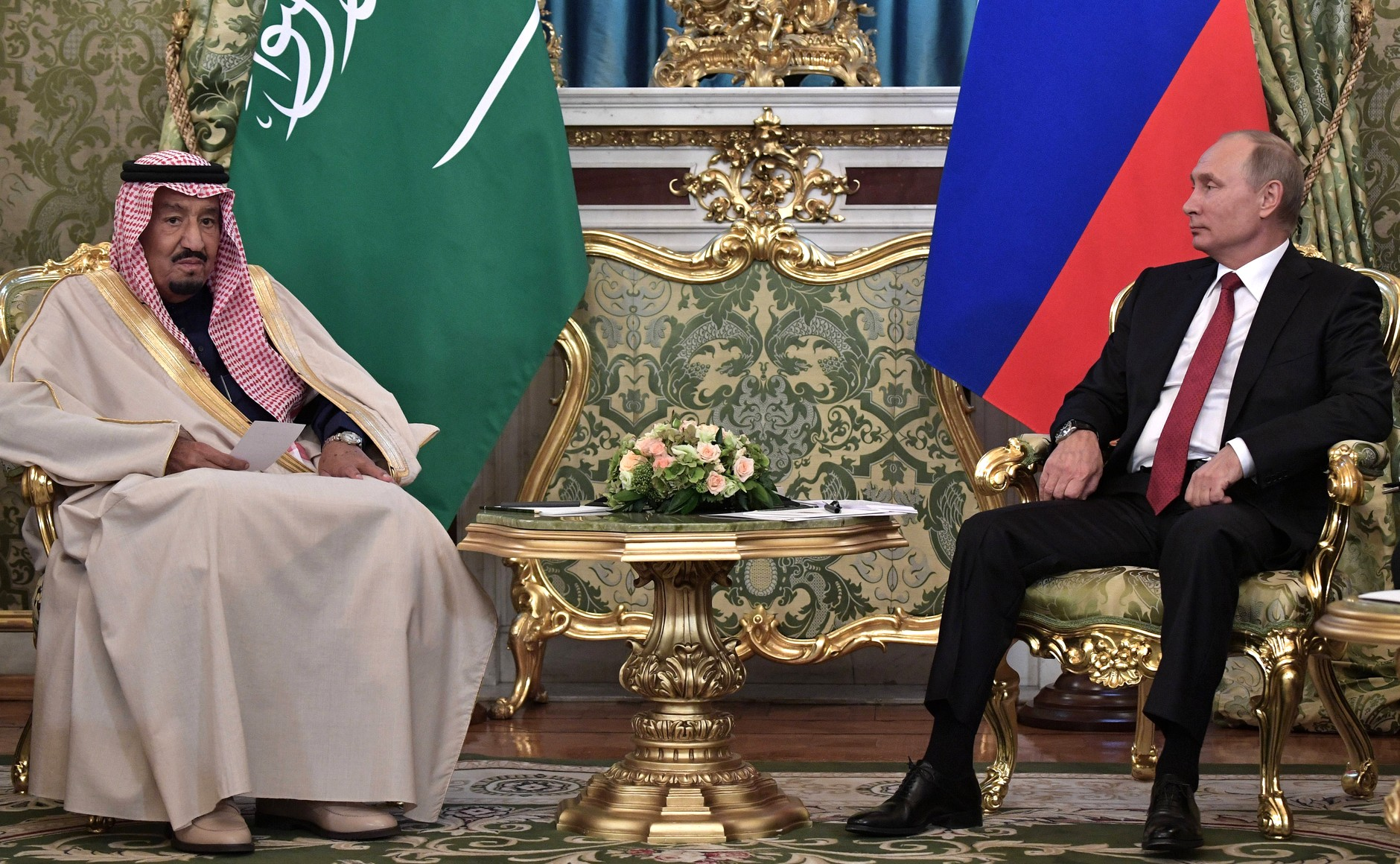
Президент Росії Володимир Путін та король Саудівської Аравії Салман ібн Абдул-Азіз Аль Сауд в Кремлі в 2017 році.

Російсько-саудівська нафтова війна 2020 року — економічна війна, почата в березні 2020 Саудівською Аравією щоб покарати Росію за відмову знизити обсяги видобутку нафти задля підтримки ціни на нафту на прийнятному рівні, оскільки внаслідок пандемії коронавірусної хвороби споживання нафти значно впало. Цей економічний конфлікт призвів до стрімкого падіння ціни на нафту протягом весни 2020 року, і 20 квітня ціна на нафту стала від'ємною, що трапилось вперше в історії (з технологічних причин, видобуток нафти неможливо зупинити повністю, але навіть найнижчий можливий рівень видобутку створює пропозицію набагато більшу за попит, тому виробникам нафти нема де її зберігати і вони готові платити тому, хто зможе цю нафту в них забрати). Росія спочатку відмовилась знизити обсяги видобутку, сподіваючись видавити з ринку виробників сланцевої нафти. Образившись на такий крок, уряд Саудівської Аравії збільшив свої обсяги видобутку нафти. Російський уряд, схаменувшись, почав здійснювати численні спроби домовитись з саудівським урядом, втім, безуспішні.
8 березня 2020 року Саудівська Аравія розпочала цінову війну з Росією, спричинивши квартальне падіння ціни на 65%. Протягом кількох тижнів, ціна на нафту в США впала на 34%, ціна на сиру нафту впала на 26%, а нафта Brent впала в ціні на 24%. Цінова війна була спричинена розривом діалогу між Організацією країн-експортерів нафти (ОПЕК) та Росією щодо запропонованих скорочень видобутку нафти в розпал пандемії коронавірусу в 2020 році. Росія вийшла з угоди, що призвело до припинення дії договору між членами OPEC+. Ціни на нафту і так вже впали на 30% з початку року через падіння попиту. Цінова війна є однією з головних причин поточного глобального краху на фондовому ринку.

## Передумови
Починаючи з 2014 року, виробництво сланцевої нафти в США збільшило частку цієї країни на нафтовому ринку. Оскільки інші виробники продовжували видобувати нафту, ціни на неї впали з 114 доларів за барель у 2014 році, до приблизно 27 доларів у 2016 році. У вересні 2016 року Саудівська Аравія та Росія домовилися співпрацювати в утриманні ціни на нафту, створивши неформальний альянс членів ОПЕК та країн, що не входять в ОПЕК, який отримав назву «ОПЕК+». До січня 2020 року ОПЕК+ скоротив видобуток нафти на 2.1 мільйона барелів на день, а Саудівська Аравія здійснила найбільше скорочення видобутку.
Внаслідок пандемії коронавірусу в 2020 році попит на виробництво та транспортування нафти впав, що призвело до зниження загального попиту на нафту та зниження ціни на нафту. 15 лютого 2020 року Міжнародне енергетичне агентство оголосило, що зростання попиту знизить темпи видобутку до найнижчого з 2011 року рівня, при цьому споживання буде скорочуватись на 435 000 барелів щоденно. Хоча попит на нафту зменшився в усьому світі, саме падіння попиту на ринках Китаю, найбільше з 2008 року, спонукало до проведення саміту ОПЕК у Відні 5 березня 2020 року. На саміті, ОПЕК погодився скоротити видобуток нафти додатково на 1.5 мільйона барелів на день протягом другого кварталу року (загальне скорочення видобутку на 3.6 мільйона барелів на рік у порівнянні з первісною угодою 2016 року), при чому група збиралась переглянути і оновити цю угоду 9 червня під час їх наступної зустрічі. ОПЕК закликала Росію та інших нечленів ОПЕК дотримуватися їхнього рішення. Однак, 6 березня 2020 російські представники відхилили цю вимогу, фактично поклавши кінець неофіційному партнерству, після чого ціни на нафту впали на 10%, одразу після завершення саміту.
Раніше, в лютому 2020 року, адміністрація Президента США Дональда Трампа ввела санкції проти найбільшої російської нафтової компанії «Роснафта». Росія, скоріш за все, розглядала нафтову війну як спосіб помсти проти санкцій США, як стверджують деякі ЗМІ.

## Протилежні погляди на цінову війну
Російські та саудівські посадовці офіційно заперечують існування економічної війни один проти одного, або проти будь-якої іншої країни. Під час переговорів, російські посадовці стверджували, що не треба поспішати скорочувати обсяги видобутку, поки не буде зрозуміло наскільки серйозним є вплив спалаху вірусу на нафтові ціни, і що зниження видобутку в близько мільйон барелів на день вже і так вже було спричинене політичними потрясіннями в Лівії, чого достатньо щоб компенсувати спад попиту.
Павло Сорокін з російського міністерства енергетики висловив сумнів, що скорочення обсягів видобутку нафти спрацює, пояснивши це так: "Ми не можемо боротися, якщо немає ясності щодо того, де знаходиться дно. Дуже легко потрапити в замкнене коло, коли скоротившись один раз, потрапляєш у ще гіршу ситуацію через, скажімо, за два тижні. Ціни на нафту незабаром підскочать назад, перш ніж знову впасти, оскільки попит продовжує падати". Російська сторона винесла пропозицію продовжити поточні комбіновані скорочення членами групи «OPEC+» на 1.7 мільйона барелів на день, щонайменше на 3 місяці, щоб оцінити реальний вплив коронавірусної кризи на попит на нафту, перед тим як робити ще більше скорочення, від чого ОПЕК категорично відмовилась.

## Події

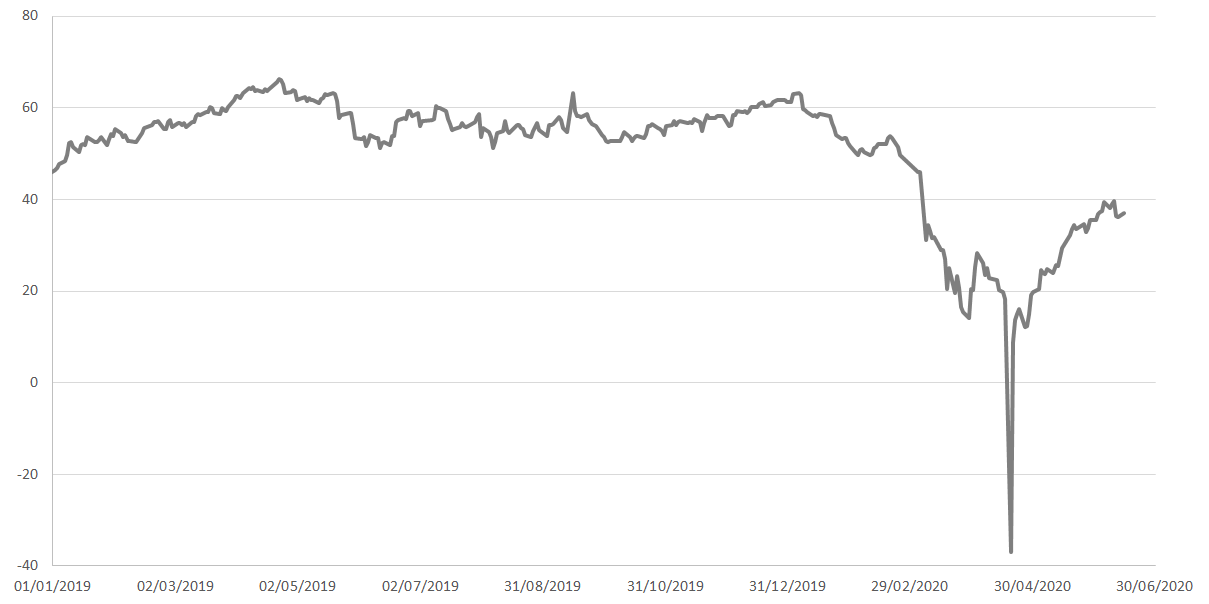
Зміна ціни на нафту марки WTI з 2019 року. 20 квітня 2020 року ціна вперше в історії впала нижче нуля.

8 березня 2020 року Саудівська Аравія несподівано оголосила про цінові знижки від 6 до 8 доларів за барель для клієнтів в Європі, Азії та США. Це оголошення в той же день спричинило вільне падіння цін на нафту та інші наслідки. Ціна на нафту марки Brent знизилася на 30%, що є найбільшим падінням за часів війни в Перській затоці. Марка сирої нафти West Texas Intermediate (WTI), яка використовується як еталон в нафтовому ціноутворенні, подешевшала на 20%. 9 березня 2020 року фондові ринки в усьому світі повідомили про великі збитки, зокрема, через поєднання цінової війни із побоюваннями щодо пандемії коронавірусу. Наслідки так само відчувалися і поза нафтовим сектором та фондовими ринками. Після вищезгаданого оголошення російський рубль впав на 7% до 4-річного мінімуму щодо долара США. Через декілька днів після оголошення, ринки та ціни на нафту трохи відновилися, при цьому ціни на нафту зросли на 10%, а більшість фондових ринків відновились після цього «Чорного понеділка. Однак, 10 березня Саудівська Аравія заявила, що збільшить видобуток нафти з 9.7 мільйона барелів на день до 12.3 мільйона, тоді як Росія планує збільшити видобуток нафти лише на 300 000 барелів на день. На той час короткострокова потужність видобутку нафти саудівською державною нафтовою компанією «Saudi Aramco» становила близько 12 мільйонів барелів на день, і фірмі було доручено збільшити цей показник до 13 мільйонів.
Оскільки попит продовжував різко падати, ціни на нафту знижувались і далі, досягнувши 17-річного мінімуму 18 березня, коли Brent оцінювався в 24.72 долари за барель, а WTI в 20.48 доларів за барель.
Ціни на нафту залишалися низькими до кінця березня. 2 квітня президент США Дональд Трамп заявив, що скорочення виробництва на 10-15 мільйонів барелів можливе, посилаючись на переговори між Росією та Саудівською Аравією, які він провів кулуарно. Наступного дня, Володимир Путін доручив міністру енергетики Олександру Новаку підготувати позачергову зустріч ОПЕК і заявив, що глобальне виробництво може скоротитися на 10 мільйонів барелів. У відповідь на заяву Путіна, ціни на нафту підскочили. Між тим, Міжнародне агентство енергетики підрахувало, що навіть при скороченні на 10 мільйонів барелів, світові запаси нафти все одно будуть збільшуватись на 15 мільйонів барелів на день. Директор агентства Фатіх Бірол заявив, що 50 мільйонів робочих місць, пов'язаних з переробкою та роздрібною продажею нафти, перебувають під ризиком в усьому світі. Ціни на нафту в США зросли на 25% 2 квітня, найбільше одноденне зростання в історії. А 3 квітня нафта марки Brent зросла до 32 доларів.
Пізніше, 3 квітня, міністр закордонних справ та міністр енергетики Саудівської Аравії оприлюднили заяви із критикою особисто Путіна, в яких вони звинуватили Росію в тому, що вона відмовилась брати участь в угоді, розробленій ОПЕК+.
ОПЕК очікувала що попит скоротиться на 6.8 мільйона барелів на добу. 9 квітня ОПЕК та Росія домовились скоротити видобуток на 10 мільйонів барелів на день. США очікували, що їх виробництво до кінця року впаде на 2 мільйони барелів на день. ОПЕК попросила Мексику скоротити видобуток на 400 000 барелів на день.
20 квітня 2020 ціна на нафту вперше впала до від'ємного значення, вперше в історії. Це сталось через зниження попиту і недостачу місця для зберігання надлишків нафти.

## Вплив

Ціни на нафту за барель, необхідні країнам ОПЕК для збалансування своїх бюджетів (у доларах США)

Дохід від продажу нафти складає значну частину доходів бюджету в деяких країнах, які видобувають нафту. Низькі ціни на нафту створюють дефіцит державних коштів.

### На Саудівську Аравію
Компанія «Saudi Aramco» оголосила про скорочення капітальних видатків із запланованих 35-40 мільярдів доларів до 25–30 мільярдів. Уряд також збільшив верхню межу зовнішнього боргу з 30% до 50% ВВП, як через зниження цін на нафту, так і через вплив пандемії, і планував скоротити свої витрати на 5 відсотків, оскільки, як очікується, дефіцит бюджету збільшиться з 6 до 9 відсотків.

### На Росію
Російський уряд спочатку прогнозував на 2020 рік профіцит у 930 мільярдів рублів, але після початку цінової війни заявив, що він тепер вже очікує на дефіцит. Курс рубля впав, знизившись на 30 відсотків між початком 2020 року та 18 березня 2020. За твердженням колишнього заступника голови Національного банку України Олександра Савченка, російський бюджет розрахований на ціну на нафту у 42 долари за барель, при меншій ціні Росія буде вимушена витрачати свої резерви.

### На фондові ринки
До свого відкриття 9 березня 2020 року (в понеділок), ринок ф'ючерсів Dow Jones Industrial Average впав на 1300 пунктів і призупинив торги внаслідок поєднання коронавірусних проблем і економічної війни щодо ціни на нафту. Те саме сталося із фондовими ринками в усьому світі. Dow Jones впав на понад 2000 пунктів, або на 7.8%, перевищивши прогноз для ринку ф'ючерсних ринків, і це стало найбільшим одноденним падінням в історії. Аналогічно, постраждали й інші фондові ринки: S&P 500 зменшився на 7.6%, а NASDAQ Composite - на 7.2%. Найбільше падіння у відсотках зазнав італійський «FTSE MIB», його індекс впав на 11%.

### На інших виробників
У відповідь на падіння ціни на нафту, декілька виробників нафти в Північній Америці припинили буріння нових свердловин. Виробники сланцевої нафти в Північній Америці, як правило, потребують ціни на нафту вище 40 доларів за барель щоб продовжувати роботу. А призупинення відкриття нових нафтових родовищ зведе нанівець очікуване зростання видобутку нафти в США. При 35 доларах за барель сирої нафти, лише 16 видобувачів сланцевої нафти могли прибутково експлуатувати нові свердловини, і більшість виробників очікували ціну за барель у розмірі 55-65 доларів у 2020 році. Консалтингова компанія «Wood Mackenzie» підрахувала, що при ціні на Brent у 25 доларів за барель, 10% компаній-видобувачів нафти в усьому світі не зможе покрити базові операційні витрати, особливо виробники важкої нафти, такі як Венесуела, Мексика та компанії які працюють на нафтоносних пісках в Канаді, де ціна знизилась нижче 5 доларів за барель. Прогнози Адміністрації енергетичної інформації США показують, що видобуток нафти в США впаде з 13.2 мільйонів барелів в травні 2020 року до 12.8 мільйонів в грудні 2020 через цінову війну.
В Сполучених Штатах Америки, корпорація «Whiting Petroleum», яка видобувала 120 000 барелів на день, стала першим великим виробником, який оголосив банкрутство через обвал ціни на нафту.
Іракські та кувейтські видобувачі нафти також оголосили про надання знижок для своїх покупців, хоча знижка від Іраку була нижчою, ніж від Саудівської Аравії. Об'єднані Арабські Емірати також оголосили про збільшення видобутку до 4 мільйонів барелів на день, що перевищує прогнозовану виробничу потужність у 3.5 мільйона барелів.
Норвегія, яка є найбільшим європейським експортером нафти, зазнала падіння курсу своєї валюти до історичних мінімумів щодо євро, а Норвезький банк почав готувати першу за два десятиліття валютну інтервенцію. Центральний банк Нігерії також знецінив свою найру в порівнянні з доларом, в той час як ціни на акції та облігації країни (разом з Анголою) впали.